# Примірний договір
Примірний договір – договір, рекомендований органом управління суб’єктам господарювання для використання під час укладання ними договорів, коли сторони мають право за взаємною згодою змінювати окремі умови, передбачені примірним договором, або доповнювати його зміст.ч.4 ст.179 ГКУ Цей вид договору схожий на типовий договір, проте він надає сторонам свободу у визначенні змісту умов договору та у можливості передбачати додаткові умови.

## Нормативно-правова природа примірних договорів
Нормативно-правовий зміст примірних договорів становить рекомендований перелік певних умов у договорах цивільно-правового характеру. 
Примірний договір є своєрідним інструментом державного регулювання договірних відносин у сфері господарювання, що застосовуються для полегшення процесу укладання конкретних господарських договорів та визначення бажаної, з точки зору держави, форми договірних зобов'язань.
Зокрема, на думку О.А. Беляневич, основне призначення примірних договорів (поряд із типовими договорами) як джерел договірного права полягає в тому, що вони визначають необхідну або бажану з точки зору держави модель договірного зобов'язання, а також спрощують процес укладання конкретних господарських договорів (узгодження умов договору). Їх місце у вертикальній ієрархії нормативно-правових актів залежить від органу виконавчої влади, яким затверджено типовий або примірний договір.
Умови примірного договору можуть розглядатися сторонами як діловий звичай.
В. Г. Олюха, вважає, що  примірний договір є правовим актом ненормативного характеру, оскільки він затверджується відповідними державними органами,
проходить реєстрацію в Міністерстві юстиції України і поширює свою дію на невизначене коло осіб на території всієї держави. Окремі умови договору знаходять своє повне вирішення щодо інших умов, хоч і не визначаються їх змістом, але окреслюють питання, які сторони можуть вирішити самостійно. Отже, йдеться про нормативно-правовий акт, який містить диспозитивні норми, викладені в особливій формі.

## Різниця між примірними  і типовими договорами
Спільною рисою для типових та примірних договорів є те, що вони створюються суб’єктами, які наділеними владними повноваженнями у сфері господарювання,з метою полегшення процесу укладення певних договорів.
А відмінною рисою є саме можливий ступінь впливу на зміст договору з боку його сторін. Адже відповідно до ч.4 ст. 179 ГКУ, у типових договорах сторони не можуть відступити від змісту такого договору, а лише  можуть конкретизувати певні його умови.

## Складання примірних договорів
Будь-який орган управління (наприклад, міністерство, орган місцевого самоврядування, концерн і т. д.) може складати примірний договір для підвідомчих йому суб'єктів, а ті у свою чергу можуть використовувати його майже у будь-якій сфері. Також  орган управління, не втручаючись в оперативну господарську діяльність підвідомчих організацій,  передбачає певний набір правил чи норм, які повинні бути включені в іхні договори (наприклад, щодо застосування оперативно-господарських санкцій). У такому випадку  суб'єкти не мають права ухилятися від застосування примірних договорів чи від включення до своїх договорів умов, які вища організація визнала як обов'язкові: проект договору про закупівлю в складі тендерної документації має грунтуватися на відповідному примірному договорі (хоча й не обов'язково дослівно його відтворювати) та або містити умови, визнані обов'язковими вищою організацією.

## Види примірних договорів за законодавством України
Форми примірних договорів:
| № | Вид примірного договору | Орган видання та дата формування                                                                 |
| 1 | Примірний енергосервісний договір | Затверджено постановою КМУ від 21.10.2015р. № 845                                                |
| 2 | Примірний договір про постачання природного газу виробникам теплової енергії для виробництва теплової енергії                                                                                               | Затверджено постановою КМУ від 29.04.2016р. № 357                                                |
| 3 | Примірний договір оренди нерухомого або іншого окремого індивідуально визначеного майна, що належить до державної власності                                                                                 | Затверджено постановою КМУ від 12.08.2020р. № 820                                                |
| 4 | Примірний договір оренди єдиного майнового комплексу державного підприємства, його відокремленого структурного підрозділу                                                                                   | Затверджено постановою КМУ від 12.08.2020р. № 820                                                |
| 5 | ПРИМІРНИЙ ДОГОВІР про відшкодування витрат балансоутримувача на утримання орендованого майна (у тому числі місць загального користування та прибудинкової території) та надання комунальних послуг орендарю | Затверджений наказом Фонду державного майна України від 5 вересня 2023 р. № 1576                 |
| 6 | Примірний договір фінансового лізингу | Затверджено наказом Міністерства України у справах науки і технологій від 3 березня 1998 р. № 59 |
| 7 | Примірний інноваційний договір, який передбачає застосування фінансового лізингу | Затверджено наказом Міністерства України у справах науки і технологій від 3 березня 1998 р. № 59 |

1. 1 2  Господарський кодекс України. Офіційний вебпортал парламенту України (укр.). Процитовано 3 жовтня 2022.
2. ↑  Беляневич О.А. Господарське договірне право України (теоре-тичні аспекти): Монографія. — Юрінком Інтер, 2006.— 592с. с. С. 184. ISBN 966-667-230-8. {{cite book}}: |pages= має зайвий текст (довідка)
3. ↑  Господарське право: Підручник. – Видання 3-е доповнене та перероблене / О.П. Подцерковний, В.Г. Олюха, О.О. Квасніцька та ін.; За ред. О.П. Подцерковного.– Одеса: Фенікс, 2018. – 616 с. с. С. 243-244. ISBN 978-966-313-9. {{cite book}}: |pages= має зайвий текст (довідка); Перевірте значення |isbn=: контрольна сума (довідка)
4. ↑  Олюха, В. Г. (2003). . Цивільно-правовий договір: поняття, функції та система (дис. канд. юрид. наук) (українська) . м.Київ. с. 19.
5. ↑  Договори примірні, типові та договори приєднання в публічних закупівлях ➤ Замовникам ➤ РАДНИК. Радник у сфері публічних закупівель (укр.). 9 квітня 2019. Процитовано 3 жовтня 2022.